# 1156 w polityce
Wydarzenia polityczne w 1156 roku.

## Wydarzenia
- Początek panowania Eryka IX, króla Szwecji[1].

## Urodzeni
- Magnus V Erlingsson, król Norwegii[2].

## Zmarli
- (lub 1155) Swerker I Starszy, król Szwecji[3].